# Бетцигау
Бетцигау (нім. Betzigau) — громада в Німеччині, знаходиться в землі Баварія. Підпорядковується адміністративному округу Швабія. Входить до складу району Оберальгой.
Площа — 29,27 км2. Населення становить 2980 ос. (станом на 31 грудня 2020).